# Wet (pjesma)
"Wet" je prvi službeni singl repera Snoop Dogga s njegovog jedanaestog albuma Doggumentary.

## Popis pjesama
CD singl
1. "Wet" – 3:47

Digitalni download
1. "Wet" – 3:47
2. "Sweat" (David Guetta Remix) - 3:15

Radijski remiksevi
1. "Wet" (Radio Edit) - 3:45

Remiksevi
1. "Sweat" (David Guetta Remix) - 3:15
2. "Sweat" (David Guetta Extended Remix) - 5:43
3. "Sweat" (David Guetta Extended Remix) - 5:42

## Impresum
- Tekstopisci – Calvin Broadus, David Singer-Vine, Niles Hollowell-Dhar, David Guetta, Giorgio Tuinfort, Frédéric Riesterer, Derek Jenkins, Cheri Williams, Dwayne Richardson, Cassio Ware
- Vokali – Snoop Dogg, Shon Lawon, Cheri Williams
- Produkcija – The Cataracs, David Guetta, Giorgio Tuinfort, Fred Riesterer
- Mastering – Brian "Big Bass" Gardner

## Top ljestvice
| Original (2010. – 2011.)                    | Završna pozicija |
| ------------------------------------------- | ---------------- |
| US Billboard Bubbling Under Hot 100 Singles | 13               |
| US Billboard R&B/Hip-Hop Songs              | 40               |
| US Billboard Rap Songs                      | 18               |
| UK Singles (The Official Charts Company)    | 163              |
| Remix Davida Guette (2011.)                 | Završna pozicija |
| Australia (ARIA)                            | 1                |
| Austria (Ö3 Austria Top 75)                 | 1                |
| Belgium (Ultratop 50 Flanders)              | 3                |
| Belgium (Ultratop 40 Wallonia)              | 1                |
| Canada (Canadian Hot 100)                   | 25               |
| Denmark (Tracklisten)                       | 36               |
| Finland (Suomen virallinen lista)           | 3                |
| France (SNEP)                               | 1                |
| Germany (Media Control)                     | 2                |
| Ireland (IRMA)                              | 3                |
| Italy (Italian Singles Chart)               | 15               |
| New Zealand (RIANZ)                         | 5                |
| Netherlands (Dutch Top 40)                  | 6                |
| Scotland (The Official Charts Company)      | 6                |
| Switzerland (Media Control AG)              | 7                |
| UK Dance (The Official Charts Company)      | 2                |
| UK Singles (The Official Charts Company)    | 4                |
| US Billboard Hot Dance Club Songs           | 6                |

| Država     | Certifikacija | Prodaja   |
| ---------- | ------------- | --------- |
| Australija | platinasta    | 1.000.000 |

## Datumi objavljivanja
| Država                     | Datum              | Vrsta              |
| -------------------------- | ------------------ | ------------------ |
| Sjedinjene Američke Države | 11. siječnja 2011. | Digitalni Download |
| Ujedinjeno Kraljevstvo     | 4. ožujka 2011.    | Digitalni Download |